# توم بيير
توم بيير (بالإنجليزية: Tom Beier)‏ هو لاعب كرة قدم أمريكية أمريكي، ولد في 23 يونيو 1945 في فريمونت في الولايات المتحدة.

## وصلات خارجية
- توم بيير على موقع مرجع كرة القدم المحترفة.كوم (الإنجليزية)